# Villanueva de Gómez
Villanueva de Gómez és un municipi de la província d'Àvila, a la comunitat autònoma de Castella i Lleó.